# Лиссабонский метрополитен
Лиссабонский метрополитен (порт. Metropolitano de Lisboa) — система линий скоростного транспорта Лиссабона. Открыт 29 декабря 1959 года. После открытия трёх станций 17 июля 2012 года насчитывает 56 станций и 44,2 км.

## История

### Идея
Идея создания метрополитена в Лиссабоне существовала с 1888 года. Впервые создание сети линий, охватывающих всю столицу, предложил военный инженер Энрике де Лима и Кунья (порт. Henrique de Lima e Cunha) в журнале «Общественные работы и шахты» (порт. Obras Públicas e Minas). Однако разработка проекта затянулась надолго. Первый из них был опубликован в 1923 году, ещё один в 1924 году, но ни один из них не был реализован.
После Второй мировой войны, в которой Португалия сохраняла нейтралитет, взлёт экономики и финансовые возможности, предоставленные планом Маршалла, дали толчок строительству метрополитена. 26 января 1948 года было создано общество с целью изучения технической и экономической целесообразности подземной системы общественного транспорта в Лиссабоне.

### До национализации
Строительство началось 7 августа 1955 года, а уже через четыре года, 29 декабря 1959 года, Лиссабонский метрополитен был открыт. Единственная линия была Y-образной и шла от станции «Рестаурадориш» (порт. Restauradores) до станции «Ротунда» (порт. Rotunda) (сегодня называется «Маркеш-ди-Помбал»), где разделялась на 2 части: до станций «Энтре-Кампуш» (порт. Entre Campos) и «Сете-Риуш» (порт. Sete Rios, ныне называется «Жардин-Зооложику»).
Новая система была хорошо принята лиссабонцами, и в первый год метрополитен перевёз более 15,3 млн пассажиров. Метрополитен способствовал возникновению новых жилых районов на протяжении всей линии. В 1963 линия была продлена от «Рестаурадориш» до «Росиу», в 1966 году до станции «Анжуш», а в 1972 году до «Алваладе».

### После национализации
В период с 1972 по 1988 годы не было открыто ни одной новой станции. Революция гвоздик, состоявшаяся в стране 25 апреля 1974 года, вызвала изменение формы правления предприятия. В 1975 году Лиссабонский метрополитен был национализирован. Новое руководство начало менять станции, главным образом за счёт их расширения (станции смогли принимать четыре вагона вместо двух, как это было раньше).
В конце 1980-х годов появляются два новых отрезка метрополитена: «Сете-Риуш» — «Колежиу-Милитар/Луж» и «Энтре-Кампуш» — «Сидади-Университария». Происходило постепенное расширение линий; так, в 1993 году были открыты отрезки между станциями «Сидади-Университария» и «Кампо-Гранде». В 1995 году линии были разделены. Линия «А» (сегодня Синяя) и Линия «B» (сегодня Жёлтая) соединялись на станции «Ротунда» и затем расходились: первая в направлении «Колежиу-Милитар/Луж», вторая в направлении «Кампу-Гранде». Это было сделано с целью улучшения структуры линий. В 1997 году открывается новый отрезок на линии «А» между станциями «Колежиу-Милитар/Луж» и «Понтинья», на линии «B» — между станциями «Ротунда» и «Рату». В конце этого же года (1997) была образована линия «С» (сегодня Зелёная линия), которая начиналась с построенной станции «Байша-Шиаду» и заканчивалась на станции «Кампу-Гранде», проходя через станцию «Росиу», которая уже не принадлежала к линии «А».
В это же время меняются название некоторых станций: «Маркеш-де-Помбал» вместо «Ротунды», «Мартин-Мониш» вместо «Сокорру», «Праса-де-Ишпанья» (Praça de Espanha) вместо «Пальява» и «Жардин-Зооложику» вместо прежней «Сете-Риуш».

### Конец 90-х
1998 год был очень важным для португальской столицы, поскольку именно в этом году в восточной части города проходила Лиссабонская всемирная выставка. Лиссабонский метрополитен не мог остаться в стороне от проведения такого знаменательного события, и в мае 1998 года открылась четвёртая линия — Линия «D» (сегодня это Красная линия). Начиналась она на станции «Аламеда» Линии «C» и заканчивалась станцией «Ориенте», что находится в Парке Наций, где и проводилась Всемирная выставка. На Линии «A» был открыт новый отрезок от станции «Рестаурадориш» к «Байша-Шиаду», а линия «C» была продлена от станции «Байша-Шиаду» до станции «Кайш-ду-Содре», которая имела переход к речному порту. Именно в такой конфигурации Лиссабонский метрополитен встретил третье тысячелетие.

### XXI век
Названия всех линий были изменены: Линия «A» получила название Синей или Чайки (порт. Linha da Gaivota), Линия «B» — Жёлтой или Подсолнечника (порт. Linha do Girassol), Линия «С» — Зелёной или Каравеллы (порт. Linha da Caravela), Линия «D» — Красной или Востока (порт. Linha do Oriente). Но несмотря на новые названия, в народе линии называют по их цветам. В 2002 году Зелёная линия была продлена до станции «Тельейраш», а уже через два года, в 2004, Лиссабонский метрополитен выходит за географические границы города. Сначала в марте, когда Жёлтая линия была достроена в северном направлении до станции «Одивелаш», и в мае того же года, когда Синяя линию была продлена в западном направлении до станции «Амадора-Эште». Таким образом, метро появилось и в лиссабонских пригородах — Одивелаш и Амадора.
19 декабря 2007, через 11 лет после начала строительства, был наконец открыт отрезок между станциями «Байша-Шиаду» и «Санта-Аполлония». Эта задержка (первоначальный проект предусматривал открытие отрезка ещё до Всемирной выставки) главным образом связана с уровнем грунтовых вод южной части города. В 2000 году, когда планировалось закончить объект в трёхлетний срок, в тоннелях начала появляться вода в угрожающем количестве, что и повлекло отставание от графика. В своё время даже было прекращено автомобильное движение над туннелями в районе Коммерческой площади. Пришлось строить новый тоннель внутри исходного.

## Линии метрополитена
В Лиссабонском метрополитене 4 линии. Каждая из них имеет свой цвет и свою эмблему. Суммарная протяжённость — 45,5 километра. В лиссабонском метро действует линейный принцип движения поездов.
| Цвет                         | Название                              | Конечные станции                  | Кол-во станций | Длина   | Год открытия |
| ---------------------------- | ------------------------------------- | --------------------------------- | -------------- | ------- | ------------ |
| Linha Azul Синяя линия       | Linha da Gaivota Линия Чайки          | «Амадора-Эшти» ↔ «Санта-Аполония» | 17             | 14 км   | 1959         |
| Linha Amarela Жёлтая линия   | Linha do Girassol Линия Подсолнечника | «Одивелаш» ↔ «Рату»               | 13             | 11 км   | 1959         |
| Linha Verde Зелёная линия    | Linha da Caravela Линия Каравеллы     | «Кайш-ду-Содрэ» ↔ «Тэльейраш»     | 13             | 9 км    | 1963         |
| Linha Vermelha Красная линия | Linha do Oriente Линия Востока        | «Сан-Себаштиан» ↔ «Аэропорту»     | 12             | 11,5 км | 1998         |

## Станции метрополитена
В Лиссабонском метрополитене 55 станций. Из них 51 расположена на территории Лиссабона, 2 («Алфорнелуш» и «Амадора-Эшти») — в Амадоре, 1 («Одивелаш») — в одноимённом городе, и 1 («Сеньор-Робаду») — на границе между городом Одивелаш и Лиссабоном. Большинство станций — подземные, 4 станции расположены на эстакадах («Одивелаш», «Сеньор-Робаду» и сдвоенная станция «Кампу-Гранди»). В связи с тем, что в Лиссабонском метрополитене используется система двухпутных тоннелей, все станции имеют платформы берегового типа.
Суммарно станции составляют 4 линии, обслуживаемые 6 пересадочными узлами, каждый из которых является двухстанционным. 2 узла («Байша-Шиаду» и «Кампу-Гранди») имеют кросс-платформенную пересадку.
Длина платформ большинства станций составляет 105 метров, что позволяет принимать 6-вагонные составы. Станции, имеющие изначальную длину платформ от 40 до 70 метров, были реконструированы в 70-х годах.

## Подвижной состав
На 2011 год в Лиссабонском метрополитене насчитывалось 338 вагонов, из которых 225 являются моторными (с питанием от третьего рельса), и 113 являются безмоторными. Все серии вагонов имеют однотипный внешний вид, вследствие чего случайному наблюдателю сложно их различить.

### ML7
ML7 — первая серия подвижных составов Лиссабонского метрополитена. Производством вагонов этой серии занималась немецкая фирма Linke-Hoffman Busch. Впервые эти вагоны приняли пассажиров 29 декабря 1959 года — в день открытия метрополитена. С первого дня на линии работало 24 вагона. Они производились до 1975 года, в общей сложности было произведено 84 вагона (с нумерацией от A-1 до A-84). Вагон вмещал 173 человека и имел максимальную скорость 60 км/ч. Снаружи все вагоны имели одинаковую расцветку — верхняя половина была белой, нижняя — красной. 21 мая 1976 года, вблизи станции Арроюш, произошёл пожар, в результате которого сгорело четыре вагона ML7. Остальные 80 вагонов работали до 31 января 2000 года, после чего большинство было отправлено на металлолом, однако два вагона (A-1 и A-2) были сохранены, а затем восстановлены для использования в особых случаях. Примером такого случая послужила выставка на станции Алваладе в честь 50-летия метрополитена.

### ML79
ML79 — серия вагонов, созданная на основе французской MF 77. Первые вагоны этой серии начали работу 1 января 1984 года. В общей сложности с 1984 по 1989 произведено 56 вагонов (с нумерацией от M101 до M156). Вместимость вагонов — 164 человек. Максимальная скорость — 72 км/ч. Кузов вагонов изготавливался из нержавеющей стали на заводе Sorefame в городе Амадора. ML79 были выведены из обращения 11 июля 2002 года. Метрополитен Буэнос-Айреса изъявил желание купить списанные вагоны, однако сделка не состоялась, и вагоны были проданы на металлолом. 2 вагона впоследствии удалось сохранить для экспозиции.

### ML90
ML90 — третья серия подвижного состава Лиссабонского метрополитена, введённая в обращение 29 марта 1999 года. Производство вагонов велось на заводах Sorefame и Bombardier. В этой серии впервые были использованы безмоторные вагоны-прицепы. Такие вагоны размещались в составе между двумя моторными. В свою очередь моторный вагон должен был иметь рядом не более одного вагона-прицепа. В общей сложности с 1993 по 1996 год было построено 57 вагонов (с нумерацией от M201 до M257). Моторный вагон вмещал 162 человека, прицеп — 178 человек. Максимальная скорость — 72 км/ч.

### ML95
ML95 — четвёртая серия подвижного состава Лиссабонского метрополитена, введена в эксплуатацию в 1997 году. Данная серия была полностью основана на серии ML90, имела аналогичную компоновку вагонов и производилась на тех же заводах Sorefame и Bombardier. Всего с 1997 по 1998 год построено 114 вагонов этой серии (с нумерацией от M301 до M414). Вместимость вагонов так же аналогична серии ML90, 162 человека для моторного вагона и 178 для вагона-прицепа. Максимальная скорость — 72 км/ч. Отличие от серии ML90 заключается в новом двигателе и системе открывания дверей.

### ML97
ML97 — пятая серия подвижного состава Лиссабонского метрополитена, введена в эксплуатацию 1 февраля 1999 года. Компоновка вагонов унаследована от предыдущей серии. Всего построено 54 вагона (с нумерацией от M501 до M554). Вместимость моторного вагона — 165 человек, вагона-прицепа — 185 человек. Максимальная скорость — 72 км/ч. Отличие от предыдущей серии заключается в модернизации системы сцепления вагонов и применении гофр, что позволило немного увеличить вместимость. Также была введена автоматическая информационная система информирования пассажиров и установлены батареи бесперебойного питания освещения и вентиляции в случае сбоев.

### ML99
ML99 — шестая серия подвижного состава Лиссабонского метрополитена, введена в эксплуатацию 3 июля 2000 года. Компоновка вагонов не отличается от предыдущих серий. Всего построено 114 вагонов в период с 2000 по 2002 год (с нумерацией от M601 до M714). Вместимость моторного вагона — 165 человек, вагона-прицепа — 185 человек. Максимальная скорость — 72 км/ч. Как и в ML97, вагоны связаны гофрами, что позволяет отличить эти две серии от ML90 и ML95, однако между собой они практически неразличимы, за исключением конструкции пассажирских сидений. На данный момент в строю 113 из 114 вагонов (один вагон был разбит в результате инцидента в депо «Калванаш» в 2002 году).

## Оплата проезда
Стоимость единоразового билета составляет € 1.65 и не зависит от дистанции и количества пересадок. Билет действителен в течение одного часа с момента его валидации. Есть абонемент, действующий в течение 24 часов, он стоит € 6.60. К тому же, можно воспользоваться пополняемыми бесконтактными картами стоимостью € 0.50. В таком случае поездка будет стоит € 1.47.
Дети до 4 лет могут бесплатно пользоваться метро Лиссабона. Дети с 4 до 12 лет могут оформить специальную карту Navegante 12 и пользоваться общественным транспорттом Лиссабона бесплатно.